# 威尔顿 (纽约州)
威尔顿（英語：Wilton）為美国纽约州薩拉托加縣的一座鎮。根據2010年美國人口普查，此城鎮人口有16,173人。
该镇位于薩拉托加縣东北部。薩拉托加泉的东北。